# Museo del giocattolo tradizionale della Sardegna
Il Museo del giocattolo tradizionale della Sardegna si trova a Zeppara, piccola frazione di Ales, in Sardegna.

## Storia
Nato da un lavoro di ricerca realizzato nel triennio scolastico 1993-1996, da alunni, docenti e collaboratori scolastici della locale scuola media statale, il museo fornisce una riproposizione fedele del gioco e del giocattolo tradizionale della Sardegna, organizzata per sezioni tematiche.
Attualmente è gestito dal Consorzio Cooperative Sardegna e Natura.